# ブルーノ・ジュランナ
ブルーノ・ジュランナ (Bruno Giuranna, 1933年4月6日 ミラノ - ) はイタリアのヴィオラ奏者。
ローマのサンタ・チェチーリア国立アカデミアでヴァイオリンとヴィオラの学位を得、イ・ムジチ合奏団の設立に参加する。
ソロとしてのキャリアは1954年にヘルベルト・フォン・カラヤンが指揮したジョルジョ・フェデリコ・ゲディーニのヴィオラ協奏曲の世界初演に始まる。
ベルリン・フィルハーモニー管弦楽団、ロイヤル・コンセルトヘボウ管弦楽団、ミラノ・スカラ座管弦楽団などの著名なオーケストラやクラウディオ・アバド、カルロ・マリア・ジュリーニ、ジョン・バルビローリ、リッカルド・ムーティ、セルジュ・チェリビダッケなどの指揮者と共演している。
ベルリン音楽大学の教授を務め、1995年から1996年にかけてロンドンの王立音楽アカデミーの議長を務めた。現在、リマリック大学のヴィオラの客員教授である。
世界中のマスタークラスで教えており、バーモントのマールボロ音楽祭に頻繁に招かれている。
1983年から1992年にかけてパドヴァ室内楽団とイタリアのアソロ国際室内楽音楽祭の芸術監督を務めた。